# Diofantos

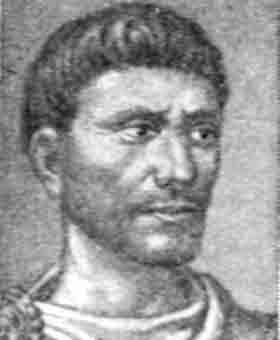

Diofantos var en grekisk matematiker verksam i Alexandria omkring 250 e.Kr. Han var bland de första att använda symbolisk notation inom matematiken. Han är därmed en viktig föregångare till den moderna algebran som utvecklades från senrenässansen. 
Diofantos skrev Arithmetika i tretton böcker. Bara sex stycken har återfunnits på originalspråket grekiska. Fyra till har hittats på arabiska. I dessa fyra böcker är stilen något annorlunda, varje steg i problemlösningarna är mer förklarade och kanske är dessa inte översättningar av Diofantos' original. Det är möjligt att dessa är översättningar av Hypatias Kommentarer till Arithmetika, som skrevs ca 400 e.Kr..
Diofantiska ekvationer är ekvationer på formen Ax + By = C, där A, B och C är heltal och A, B är skilda från noll. Om största gemensamma nämnaren till A och B delar C finns det en lösning. Lösningen kan bestämmas med Euklides algoritm.
På hans gravsten återfinns följande matematiska gåta (fritt översatt från äldre engelska):
Gud lät honom vara pojke en sjättedel av sitt liv, lade till en tolftedel av hans liv som ungkarl. Efter ytterligare en sjundedel av sitt liv gifte han sig, och efter fem år fick han en son. Denna sent födda arma son, togs av ödet när han levt hälften så länge som sin far levde. Efter att ha tröstat sin sorg med matematik i fyra år slutade Diofantos liv.